# بیلوتین
بیلوتین (به چکی: Bělotín) یک منطقهٔ مسکونی در جمهوری چک است که در ناحیه پرروف واقع شده‌است. بیلوتین ۳۳٫۳۸ کیلومتر مربع مساحت و ۱٬۶۹۳ نفر جمعیت دارد و ۲۹۷ متر بالاتر از سطح دریا واقع شده‌است.